# 謝梅尼
51°10′29″N 28°41′23″E / 51.17472°N 28.68972°E
謝梅尼（烏克蘭語：Семени），是烏克蘭北部的村莊，隸屬日托米爾州的科羅斯滕區。該村面積0.32平方公里，海拔高度165米，2001年人口63，人口密度每平方公里197.49人。